# 大コーカサス山脈
大コーカサス山脈（Greater Caucasus）は、コーカサス山脈の主要部分を成す山脈であり、小コーカサス山脈の北側に位置する。北西から南東に約1,200キロメートルにわたって伸び、黒海のタマン半島からカスピ海のアブシェロン半島にかけて連なる。この山脈がアジアとヨーロッパの境界となっている。西部はより湿潤な森林地帯、東部は比較的乾燥している。アルプス・ヒマラヤ造山帯に属する新期造山帯である。